# Ebrei britannici
Gli ebrei britannici (spesso indicati come anglo-ebrei) sono britannici che sono etnicamente ebrei o che praticano la religione ebraica. Nel 2011, il numero di ebrei britannici era stimato a 263 346. Il numero di persone che si sono identificate come ebree in Inghilterra e Galles è aumentato leggermente tra il 2001 e il 2011, con la crescita attribuita al relativamente alto tasso di natalità della comunità charedì.

## Storia
La prima fonte di informazioni sugli ebrei nelle isole britanniche è del 1070, che menziona la comunità ebraica giunta in Inghilterra dalla Francia con il re Guglielmo il Conquistatore. Guglielmo aveva bisogno che gli ebrei prendessero in prestito denaro poiché la Chiesa cattolica all'epoca proibiva di prestare denaro con interessi. Nel XII e XIII secolo, l'atteggiamento verso gli ebrei divenne negativo, nel peggiore dei casi portò all'omicidio di massa degli ebrei. L'antisemitismo era causato, ad esempio, dalla percezione che ebrei fossero gli assassini di Gesù Cristo; tali atteggiamenti si diffusero soprattutto durante le crociate. Re Edoardo I ha limitato i diritti degli ebrei; per esempio, agli ebrei non era più permesso di vivere in certe zone e dovevano indossare un segno giallo. Anche il diritto sugli interessi degli ebrei fu negato e i debiti delle persone nei loro confronti furono annullati. La maggior parte degli ebrei si impoverì e alcuni finirono per fare soldi, tra le altre cose, vendendo argento fuso da monete, che era illegale e portò a esecuzioni. Alcuni ebrei si convertirono al cristianesimo e alla fine Edoardo espulse gli ebrei rimasti nel 1290.
Nel 1656 a Londra si era formata una comunità ebraica sefardita, la cui presenza era stata consentita da Oliver Cromwell. Nel 1701 fu completata la Sinagoga Bevis Marks, la più antica sinagoga ancora in uso nelle isole britanniche.
Nel 1880 c'erano 46 000 ebrei in Inghilterra, per lo più ebrei sefarditi. Nel 1919, il numero di ebrei era cresciuto a 250 000 ashkenazi dopo una grande ondata migratoria. Successivamente, sono arrivati anche ebrei dalle comunità mizrahi e dall'India. Nel 2011, circa 263 346 ebrei vivevano nelle isole britanniche.